# Конькобежный спорт на зимних Олимпийских играх 1928 — 1500 метров (мужчины)
Соревнования по конькобежному спорту среди мужчин на дистанции 1500 метров на зимних Олимпийских играх 1928 прошли 14 февраля на катке Бадруттс Парк. Соревнования на этой дистанции проводились второй раз. В розыгрыше медалей приняли участие 30 спортсменов из 14 стран.
Действующим олимпийским чемпионом являлся финский конькобежец Клас Тунберг, который также принимал участие в розыгрыше медалей в 1928 году и сумел защитить титул.
Клас Тунберг завоевал пятую золотую медаль на Олимпийских играх, став самым титулованным конькобежцем в истории Олимпийских игр. Эта золотая медаль стала для него второй на Играх в Санкт-Морице. Норвежец Бернт Эвенсен, днём ранее разделивший золотую медаль на дистанции 500 метров с Тунбергом, завоевал серебряную медаль. Бронзовым призёром стал его соотечественник Ивар Баллангруд — олимпийский чемпион на дистанции 5000 метров, соревнования на которой прошли также днём ранее, 13 февраля.

## Медалисты

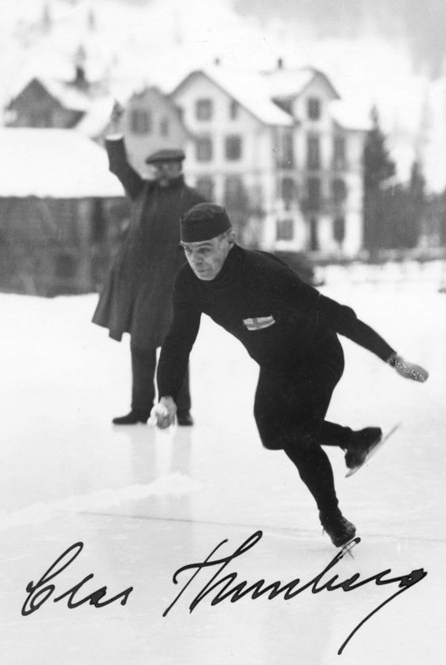
Золотая медаль стала для Класа Тунберга пятой в карьере, что позволило ему стать самым титулованным мужчиной-конькобежцем на Олимпийских играх (по состоянию на 2018 год)

| Золото                 | Серебро                | Бронза                   |
| Клас Тунберг Финляндия | Бернт Эвенсен Норвегия | Ивар Баллангруд Норвегия |

## Рекорды
До начала зимних Олимпийских игр 1928 года мировой и олимпийский рекорды были следующими:
| Мировой рекорд     | Оскар Матисен (NOR) | 2.17,4 | Давос  | 18 января 1914 |
| Олимпийский рекорд | Клас Тунберг (FIN)  | 2.20,8 | Шамони | 27 января 1924 |

## Перед соревнованиями
Клас Тунберг оставался лидером в этой дисциплине на протяжении всего олимпийского сезона. На чемпионате мира в Давосе, который проходил в начале февраля, финн показал время 2.18,8. Также он уверенно победил на этой дистанции на чемпионатах Европы и Финляндии. Таким образом, Тунберг подходил явным фаворитом в борьбе за золотую медаль на дистанции 1500 метров.

## Результаты
Олимпийские соревнования в конькобежном спорте проходили на стадионе Бадруттс Парк в Санкт-Морице. Медали на дистанции 1500 метров были разыграны 14 февраля, соревнования начались в 8:20 утра. Главным арбитром соревнований был норвежец Х. Ольсен, судьёй на финише — швейцарец Х. Валяр, стартером — немец Х. Клеберг. Хронометристы были из Германии (Х. Кнудсен) и Швейцарии (Й. Мюнцер, О. Майер, Х. Шмитц). Все остальные официальные лица были также швейцарцами.
Соревнования начались с забегов американских спортсменов — Эдди Мерфи и Ирвинг Яффе показали время 2.25,9 и 2.26,7, соответственно. Джон О'Нил Фаррелл бежал в паре с норвежцем Роальдом Ларсеном и уступил ему больше секунды. Лидерство захватил норвежский конькобежец. Следом стартовали олимпийский чемпион на дистанции 5000 метров Ивар Баллангруд и Воллерт Нюгрен, заменивший Михаэля Стаксруда. Баллангруд победил в паре, и захватил лидерство с временем 2.26,6. Его соотечественник выступил неудачно и уступил всем норвежцам и американцам. Выступавшие следом Бернт Эвенсен и финн Клас Тунберг, несмотря на статус фаворита последнего, боролись друг с другом на протяжении всей дистанции, и лишь на финишной прямой спринтерский рывок удалось предпринять финскому конькобежцу. Он опередил норвежца на 0,8 секунды и с результатом 2.21,1 был близок к своей пятой золотой олимпийской медали.
В последней паре бежал голландец Сьем Хейден и канадец Чарльз Горман, показавшие 18-й и 12-й результаты, соответственно. Примечательно, что Горман опоздал на старт, и ему разрешили участвовать без учёта результата. Тем не менее, во многих протоколах (в том числе в официальном отчёте и на сайте МОК) его двенадцатое место учтено, хотя некоторые источники не учитывают этот результат.
Финский конькобежец Клас Тунберг стал пятикратным олимпийским чемпионом, на момент окончания Олимпиады-2018 года он занимает четвёртое место в неофициальном медальном зачёте, уступая лишь конькобежкам Лидии Скобликовой, Ирен Вюст и Клаудии Пехштайн. Таким образом, Тунберг до сих пор является самым титулованным мужчиной-конькобежцем в истории (Эрик Хайден также завоевал пять золотых медалей на Играх в Лейк-Плесиде, 1980; но у Тунберга, в отличие от американца, есть два «серебра»).
| Место | Конькобежец                | Время  |
| ----- | -------------------------- | ------ |
| 1     | Клас Тунберг (FIN)         | 2.21,1 |
| 2     | Бернт Эвенсен (NOR)        | 2.21,9 |
| 3     | Ивар Баллангруд (NOR)      | 2.22,6 |
| 4     | Роальд Ларсен (NOR)        | 2.25,3 |
| 5     | Эдди Мерфи (USA)           | 2.25,9 |
| 6     | Валентин Бьялас (USA)      | 2.26,3 |
| 7     | Ирвинг Яффе (USA)          | 2.26,7 |
| 8     | Джон О'Нил Фаррелл (USA)   | 2.26,8 |
| 9     | Густаф Андерсон (SWE)      | 2.27,5 |
| 10    | Золтан Отвош (HUN)         | 2.27,9 |
| 11    | Фритц Юнгблут (GER)        | 2.28,2 |
| 12    | Чарльз Горман (CAN)        | 2.28,4 |
| 13    | Воллерт Нюгрен (NOR)       | 2.28,7 |
| 14    | Альбертс Румба (LAT)       | 2.28,9 |
| 15    | Тойво Оваска (FIN)         | 2.29,3 |
| 16    | Фритц Мозер (AUT)          | 2.31,4 |
| 17    | Росс Робинсон (CAN)        | 2.32,3 |
| 18    | Сьем Хейден (NED)          | 2.33,1 |
| 19    | Кристфрид Бурмайстер (EST) | 2.33,6 |
| 20    | Александр Митт (EST)       | 2.35,0 |
| 21    | Уилли Логан (CAN)          | 2.35,6 |
| 22    | Рудольф Ридль (AUT)        | 2.37,8 |
| 23    | Артур Фольштедт (GER)      | 2.39,9 |
| 24    | Сириль Хорн (GBR)          | 2.40,0 |
| 25    | Кестулис Булота (LTU)      | 2.40,9 |
| 26    | Шарли Тон (FRA)            | 2.44,2 |
| 27    | Леонард Стюарт (GBR)       | 2.48,9 |
| 28    | Фредерик Дикс (GBR)        | 2.49,6 |
| 29    | Вим Кос (NED)              | 2.49,9 |
|       | Бертель Бакман (FIN)       | DNF    |